# 乌韦·赖因德斯
乌韦·赖因德斯（德語：Uwe Reinders，1955年1月19日—），德国前男子足球运动员，场上位置是前锋。他曾代表西德国家队参加1982年国际足联世界杯，结果队伍获得亚军。